# 孔金瓯
孔金瓯（1942年12月27日—2008年3月12日），江苏高淳人，电磁科学家，為孔夫子第七十四後代。1962年國立台灣大學電機工程學系畢業，1965年獲國立交通大學碩士，1968年在美国雪城大學（Syracuse）获得博士学位，美国麻省理工学院教授（1968年-2008年），浙江大学教授，东南大学客座教授，国际电磁科学院院长（1989年-2008年），电磁学研究进展论坛（Progress in Electromagnetics Research Symposim，PIERS）主席，世界电磁研究与进步机构主席，IEEE和美国光学学会Fellow。

## 生平
- 1968年在美国雪城大學（Syracuse）获博士学位，后任教麻省理工学院电机系。
- 1977年-1980年任联合国技术合作发展部遥感技术高级顾问。 孔金瓯也十分关心中国的高等教育与科学研究共作。
- 1979年曾作为联合国技术合作发展部遥感技术高级顾问至中国，为中国遥感事业的发展作出了贡献。
- 1985年起任美国麻省理工学院能源和电磁系统部主席；
- 1989年起任美国麻省理工学院电磁波理论与应用中心主任。
- 1989年创办电磁科学院，任电磁科学院院长，在电磁波与遥感等多个学术领域取得多项杰出的成就。他曾参与阿波罗十七登月计划及探测月球表面与内部物质的设计研究；解决了双子星电视干扰问题，发展和拓宽了微波遥感理论模式。
- 2003年于浙江杭州创建国际电磁科学院浙江大学分院，并出任院长。
- 2006年倡导重新恢复庚款留美时期的原麻省理工学院南京校友会，最终促使了麻省理工学院江浙校友会在江苏苏州的成立。 孔金瓯十分热爱自己的科研工作，年纪大了，也是始终坚持在科研第一线。
- 2007年，和张柏乐、陈红胜等人在权威物理期刊Physical Review Letters上发表了一篇题为“圆柱形隐身衣对电磁波的反应”的论文，在遥感与反遥感领域，引起广泛关注。
- 2008年3月12日因肺炎病逝，享年65岁。 孔金瓯教授一生亲自培养了50多位博士和100多位硕士。

## 研究领域
- 电磁波理论
- 微波遥感
- 天线
- 电磁波散射

## 著述
- 《电磁波理论》 Electromagnetic Wave Theory: by J. A. Kong, (Wiley-Interscience, 1975, 1986, 1990; EMW Publishing since 1998, 2000, 2005, latest edition: 1016 pages published May 2008)
- 《麦克斯韦方程》 Maxwell Equations, by J. A. Kong, EMW Publication, 398 pages, 2002
- Scattering of Electromagnetic Waves: Advanced Topics by L. Tsang and J. A. Kong, Wiley Interscience, New York, 413 pages, 2001.
- Scattering of Electromagnetic Waves: Numerical Solutions by L. Tsang, J. A. Kong, K. H. Ding, and C. Ao, Wiley Interscience, New York, 705 pages, 2001.
- Scattering of Electromagnetic Waves: Theories and Applications by L. Tsang, J. A. Kong, and K. H. Ding, Wiley Interscience, New York, 426 pages, 2000.
- Electromagnetic Wave Theory by J. A. Kong, Wiley - Interscience, New York, 696 pages, 1986; 2nd Edition, 704 pages, 1990, EMW Publishing, Cambridge, Massachusetts, 1007 pages 2000.